# Oppach
Oppach est une commune de Saxe (Allemagne), située dans l'arrondissement de Görlitz, dans le district de Dresde.

## Quartiers
| - Oppach, - Fuchs, - Eichen, - Picka, - Lindenberg |

## Jumelages
- Uhingen (Allemagne)